# Hotel Bristol (Gibraltar)
El Hotel Bristol  (en inglés: Bristol Hotel) es el hotel más antiguo del territorio británico de ultramar de Gibraltar se encuentra en al lado de la Iglesia de la Catedral de Inglaterra, fundada en 1894, ocupa un edificio colonial blanco con piscina y jardín, situado al sur de la Catedral de Santa María la Coronada, al lado del Museo de Gibraltar. El hotel dispone de 60 habitaciones y cuenta con un jardín subtropical.
Durante la Segunda Guerra Mundial, sirvió como la sede de la Real Fuerza Aérea y de un escuadrón de hidroaviones británicos y sirvió como residencia temporal para los oficiales británicos en tránsito. Con una mayor competencia por parte del Hotel The Rock, el Bristol se redujo después de la Guerra. Es uno de los muchos hoteles europeos llamados Bristol, después de los largos viajes del rico Frederick Hervey, cuarto conde de Bristol.